# 後藤香南子
後藤 香南子（ごとう かなこ、1988年2月22日 - ）は、埼玉県出身の元アイドル。アバンギャルド所属。現在は芸能活動を引退。

## 来歴・人物
渋谷でスカウトされたことをきっかけに芸能界に入る。デビュー当時青山学院高等部に在籍していたことから知的アイドルとして売り出されるが、1年程の活動を経て引退。
所属事務所アバンギャルドのホームページには所属タレントとして載っているが、活動は一切していないことを本人の応援サイトで告知した。
同世代の桜木睦子、山口文江（現・山口美羽）、星野飛鳥（現・星野明日香）、上杉弘美などと、撮影会や制服グラビアなどで活動した。また、ミスマガジン2004のセミファイナルまで残った（この時ミス週刊少年マガジンに選ばれたのが星野飛鳥）。2010年3月27日、青山学院大学法学部卒業。

## 作品

### DVD
- イメージもの
  - C-Girls Vol.4（2003年12月25日）・・・共演：上杉弘美、松山まみ
  - 制服美少女図鑑 かなこ16歳（2004年5月28日、フーガ、撮影監修：会田我路）
  - little wing（2004年7月23日）
- Vシネマなど
  - 宇宙警察フラッシュガイン4（2004年9月21日、エッジ、監督：西田知史）・・・連作シリーズもの・4巻の主演

### 写真集
- 本人のみ登場のもの
  - 香南子15歳（2003年11月29日、ぶんか社、撮影：西條彰仁）ISBN 482112548X
  - かなこ16歳(ボクの妹)（2004年9月3日、大洋図書、撮影：会田我路）ISBN 978-4813020059
- オムニバス
  - 女子高制服図鑑2004（2003年12月1日、ぶんか社、撮影：川島昭樹）ISBN 978-4821125883
- CD-R写真集
  - 後藤香南子（デジタル出版）
  - 香南子15歳（ぶんか社）
  - 制服美少女図鑑（会田我路RopLib）
  - 制服日和（SPRASHPRO）
  - 美少女予報 初デート（SPRASHPRO）
  - 美少女予報 南国デート（SPRASHPRO）
  - 制服日和 南国編（SPRASHPRO）
  - プチエンジェル ドキドキビキニ編（SPRASHPRO）
  - 制服日和 ブルマ編（SPRASHPRO）

### テレビ番組
- レギュラー
  - BS朝日「15-0」
- ゲスト
  - グラビアの美少女（MONDO21）

- ミスマガジン関係
  - TBS「Pooh!」